# Cordilheira de San Blas
A Cordilheira de San Blas ou Serra de San Blas, é um sistema montanhoso localizado a nordeste de Panamá, ou seja, localiza-se na parte oriental do país, considerando-se que no centro dele, encontra-se o Canal do Panamá como "mediatriz" do território, e se estende para este sobre a província de Panamá e a Comarca de Kuna Yala; de fato esta corrente montanhosa forma a fronteira sobre ambos territórios.
Esta cordilheira se encontra muito cerca do mar do Caribe e não possui grandes elevações (sua maior altura é o Cerro Cartí, 748 m); é onde fica a nascente do rio Bayano e outros tais como o rio Cartí Grande, o rio Cañita, rio Diablo, entre outros. Mais a este, une-se com a serra do Darién, em onde se estende pela província de Darién até a fronteira terrestre entre Colômbia e Panamá.